# Богородицкий монастырь в Эспоо
Богородицкий монастырь в Эспоо (фин. Espoon karmeliittaluostari) — не действующий католический монастырь ордена кармелитов, посвящённый Богоматери Кармельской и расположенный в городе Эспоо в Финляндии.

## История
Монастырь учреждён в 1988 году кармелитами в городе Эспоо в составе католической епархии Хельсинки и явился первым католическим монастырём в Финляндии.
Монастырь был основан на принципах отшельчества. Длительное время в монастыре проживало шесть монахинь, полностью посвятивших свою жизнь молитве и труду.
В 2020-х руководство ордена кармелитов приняло решение о закрытии монастыря в связи с малым количеством монахиней. Оставшиеся насельницы были переведены в кармелитский монастырь в городе Кармел в Калифорнии.